# Unterhose

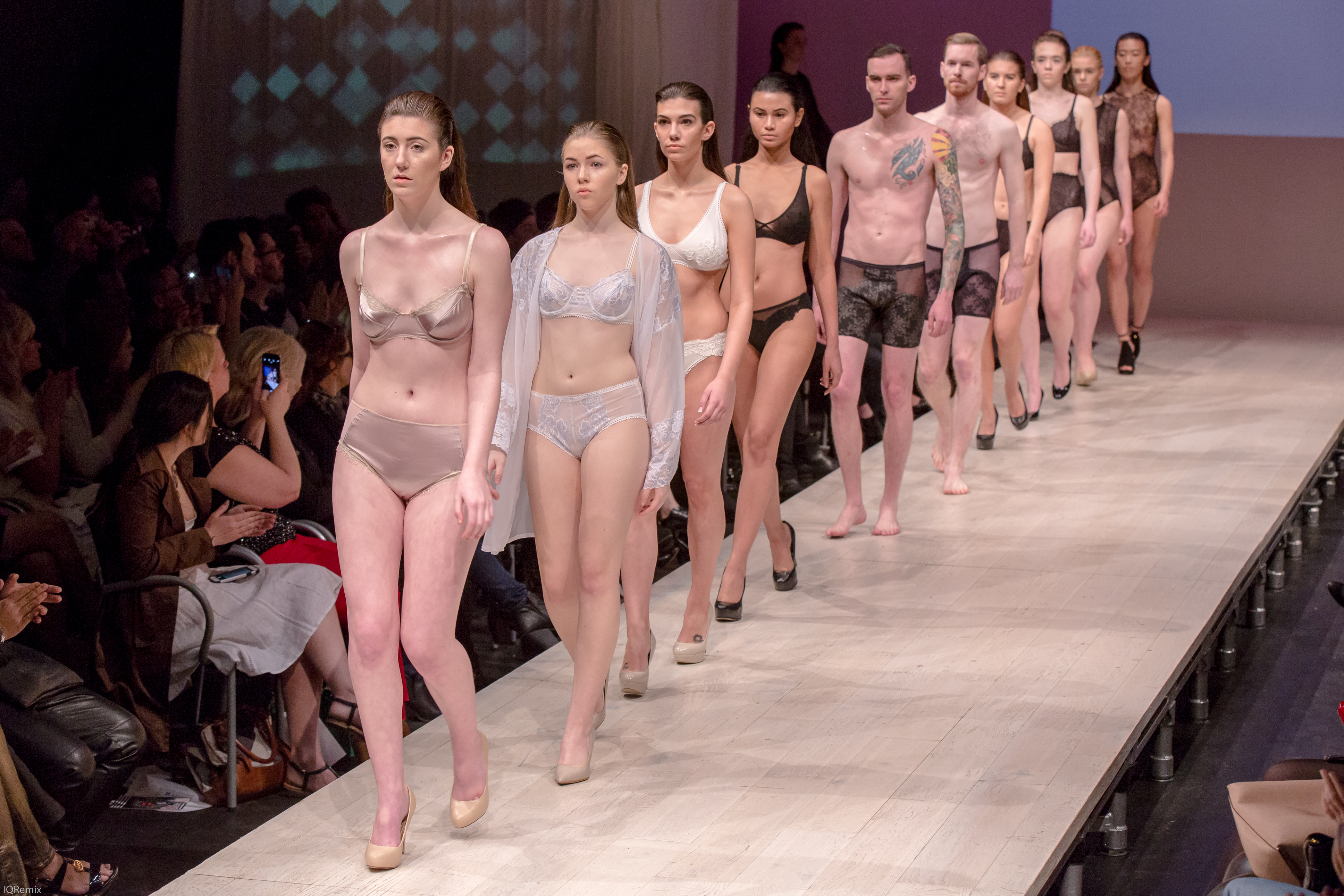
Modenschau für Unterwäsche, darunter Slips und Retropants, Edmonton, 2016

Die Unterhose ist eine unter der Oberbekleidung unmittelbar auf dem Körper getragene Hose. Unterhosen sind Teil der Unterwäsche.

## Typen

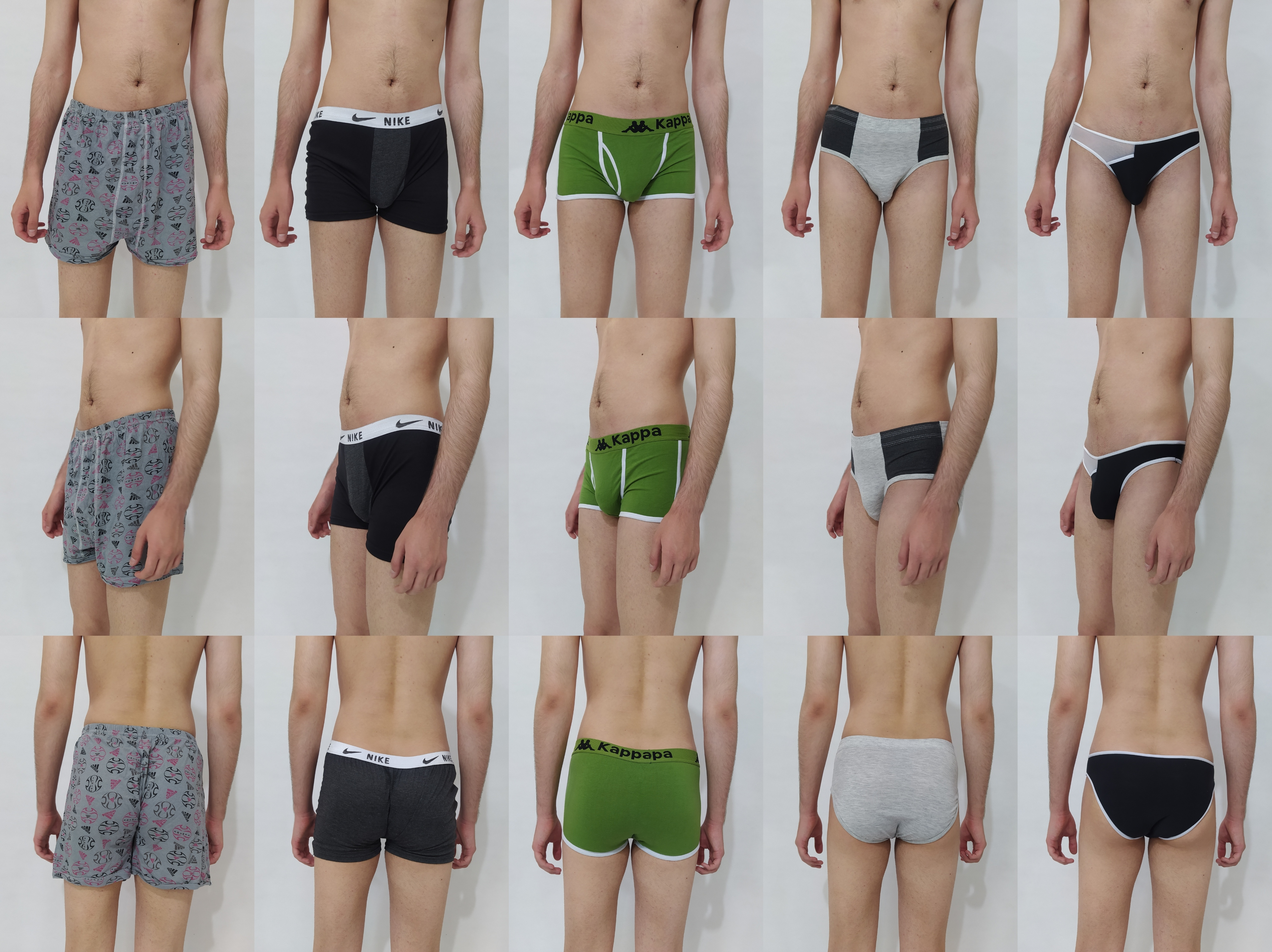
Verschiedene Unterhosentypen, darunter Boxershorts, Retropants und Slips

Zu den Unterhosen zählen:
- Boxershorts
- Lange Unterhose
- Menstruationsunterwäsche
- Miederhose
- Retropants
- Slip
- String
- Tanga

## Geschichte
Bis ins frühe Mittelalter war die Ober- und Unterhose der Männer in der Regel nicht getrennt, grundsätzlich ist aber die Existenz, Verbreitung und Aussehen der Unterhose weltweit bis ins 19. Jahrhundert nur teilweise erforscht. 

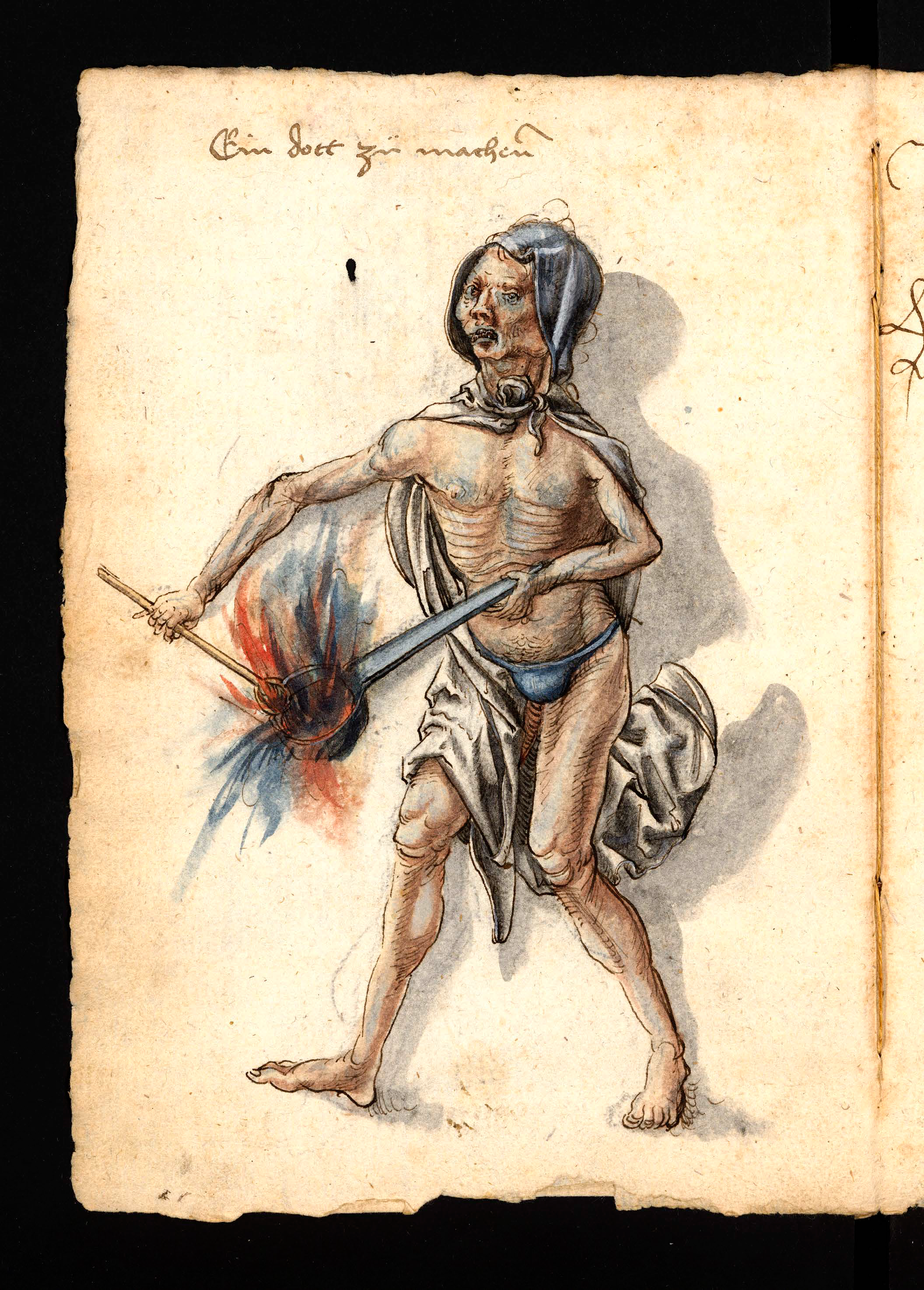
Mann in Unterhose, Löffelholz-Codex 1505

Im Alten Ägypten trugen Männer einen Schurz als Ober- und später auch als Untergewand. Hebräer und Hethiter trugen eine beinlose Lendenhose als Unterhose. Im antiken Griechenland und Rom trugen Frauen einen Leibgürtel namens Zona. In Rom trugen außerdem Personen jeden Geschlechts vor allem während des Sports und des Schauspiels das Subligaculum. Im 12. Jahrhundert verbreitete sich in Europa die Bruoch, an deren Gürtel die Beinlinge angenestelt wurden. Als die Beinlinge in der zweiten Hälfte des 15. Jahrhunderts enger wurden, trugen die Männer darunter wahrscheinlich keine Unterhosen, erst im 16. und 17. Jahrhundert gab es wieder eine knie- bis wadenlange sowie eine kurze Unterhose. Sie waren beide hinten offen und wurden mit einem Zugband in der Taille vorne zusammengebunden. Auch in Badstuben der frühen Neuzeit wurden Unterhosen getragen. Unter der im 17. Jahrhundert aufkommenden Kniehose trugen die Männer enge Unterhosen, die über den Knien abgebunden wurden. In der italienischen Oberschicht der Mitte des 16. Jahrhunderts trugen Frauen eine etwa knielange Unterhose, die sich nach 1600 durch Maria de’ Medici auch in Frankreich als caleçons verbreitete. Diese Damenunterhose blieb aber bis in die Mitte des 19. Jahrhunderts die Ausnahme, Frauen trugen wahrscheinlich keine Unterhosen.
Um 1870 kam die lange Unterhose auf. König Wilhelm I. von Preußen befand um 1866:

„Ich habe mein Leben lang Unterhosen für überflüssig gehalten. Ich sehe wohl, dass das jetzt anders ist. Ich habe nichts mehr gegen die Einführung [beim Militär]“

Damals starben mehr Soldaten an den Folgen der Cholera als in Kampfhandlungen. Der Eingriff wurde nach dem Ersten Weltkrieg eingeführt.
Frauen trugen bis zum Anfang des 19. Jahrhunderts generell keine Unterhose; allenfalls trugen Bäuerinnen eine Hose als Kälteschutz unter dem Kleid. Hier könnte es jedoch Überlieferungslücken geben, da sich keine Schriften oder Bilder finden, die sich näher mit dem als anzüglich empfundenen Thema Unterbekleidung beschäftigen.

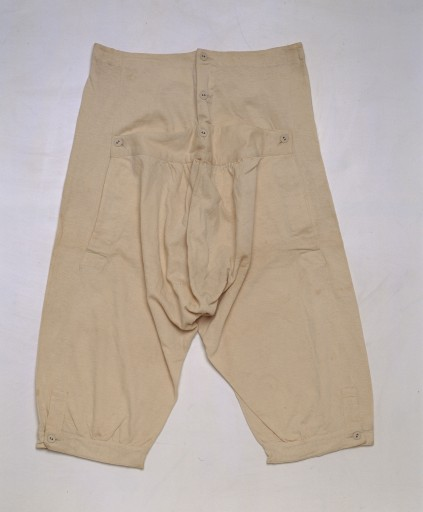
Reform-Damenunterhose, dehnbarer Baumwoll-Trikot, um 1900

Etwa 1805 gab es die ersten „Beinkleider“ für Damen, die bis unters Knie oder bis an die Knöchel reichten und weit geschnitten waren. Sie waren aus Leinen oder Baumwolle und im Schritt offen (in Süddeutschland auch Stehbrunzhose genannt). Nach 1840 war die Unterhose für eine Dame Pflicht; die unteren Schichten gingen jedoch weiterhin „unten ohne“. Gegen Ende des 19. Jahrhunderts war die weibliche Unterhose sehr weit geschnitten wie eine Pluderhose. Ab 1877 gab es einteilige Kombinationen wie die Hemdhose oder die „Unterrockhose“. Der Schlüpfer wurde 1914 eingeführt.
Im 20. Jahrhundert war (bis in die 1980er Jahre) die Entwicklung der Unterhose von einem Trend zu immer knapperen Modellen gekennzeichnet, sowohl in der Herren- als auch in der Damenunterbekleidung. Slips beherrschten das Geschehen.
Immer knappere Kreationen brachten Minislips, Rio-Slips, Tangas, String-Tangas etc. hervor. Seit den 1980er Jahren begannen dann auch wieder Unterhosen mit mehr Stoff-Fülle aufzutauchen: Boxershorts, Retropants etc.

## Tragegewohnheiten
Heute ist es gesellschaftlicher Konsens, dass eine Unterhose aus hygienischen Gründen häufiger als die übrige Kleidung gewechselt wird. Dies ist durch die günstige Verfügbarkeit der Unterwäsche an sich und die einfache Reinigungsmöglichkeit durch Waschvollautomaten in beinahe jedem Haushalt möglich geworden. Noch in den 1950er Jahren war das anders – Lehrer ermahnten ihre Schüler, die Unterwäsche mindestens einmal in der Woche zu wechseln.
Generell wird seit einiger Zeit Unterwäsche auch sichtbar getragen, Sagging genannt. Das Tragen von Unterwäsche unter Badehosen ist in Badeanstalten aus hygienischen Gründen unerwünscht.

## Trivia
Unterhose ist ein Spitzname des Schönbergturms bei Pfullingen („Pfullinger Unterhose“).